# Стереопара
Стереопа́ра (от др.-греч. στερεός «объёмный, пространственный») — пара плоских изображений одного и того же объекта (сюжета), имеющая различия между изображениями, призванные создать эффект объёма.
Эффект возникает в силу того, что расположенные на разном удалении от наблюдателя части сюжета при просмотре с разных точек (соответствующих правому и левому глазу) имеют различное угловое смещение (Параллакс#Стереоскопический параллакс). При рассматривании стереопары таким образом, чтобы каждый глаз воспринимал только изображение, предназначенное для него, создаётся иллюзия наблюдения объёмной картины (см. бинокулярное зрение). Не следует путать приставку «стерео» с приставками типа «би», «ду» и т. п., означающими что-то двойное. «Стерео» означает пространственное, например, стереометрия — раздел геометрии о трёхмерных фигурах.
Стереопару применяют для демонстрации пространственных изображений объектов в стереоскопическом кинематографе, стереофотографии, стереоскопическом телевидении, системах виртуальной реальности и в научных целях.

## Варианты стереопар

### Горизонтальная стереопара (Side-by-side)
Как правило, классическая стереопара представляет собой два изображения, расположенные горизонтально рядом друг с другом на расстоянии, обычно соответствующем межзрачковому расстоянию человека.

#### Параллельная стереопара
Левое изображение предназначено для левого глаза, а правое изображение — для правого.
Для рассматривания такой стереопары приходится направления взгляда глаз располагать параллельно, как если бы мы наблюдали очень удалённый объект, что требует специальных усилий при рассматривании стереопар.

#### Перекрестная стереопара
Левое изображение предназначено для правого глаза, а правое изображение — для левого.
Для рассматривания такой стереопары приходится скрещивать глаза, как если бы мы наблюдали очень близкий объект, что проще, чем при рассматривании параллельных стереопар.

### Вертикальная стереопара (Above/Below)
Представляет собой два изображения, расположенные друг над другом. Просмотр возможен в специальном плеере, преобразующем изображение для просмотра c любым типом стереоочков, или с помощью очков KMQ viewer.

### Чересстрочная стереопара (Interlaced)
В четные строки вертикальной развертки записывается изображение одного ракурса, а в нечетные — другого. При таком методе пропадает половина вертикального разрешения у каждого ракурса, то есть разрешение фильма меняется, к примеру, с 720×480 до 720×240 точек.

### Анаглиф (Anaglyph)
Изображение одного ракурса пропускается через один светофильтр, а изображение другого ракурса — через другой. Просмотр стереоизображения возможен через стереоочки c цветными стеклами, соответствующими по цвету светофильтрам. Поскольку перспектива создаётся величиной отступа между версиями изображения, в глазу имитируется объёмная картинка.

### Поляризационный метод
Использует пассивную поляризацию (поляризационные фильтры на источнике изображения и в очках), нужен стереомонитор либо два проектора и металлизированный экран.

### Пэйдж флип (Page-flip)
Изображения одного ракурса выводятся в четных кадрах, а изображение другого ракурса — в нечетных. Просмотр стереоизображения возможен через стерео-очки c ЖК-затворами закрывающимися попеременно для левого и правого глаза в такт кадрам.

## Создание стереопары
Стереопару можно получить с помощью пары регистрирующих устройств, работающих одновременно (в зависимости от задачи это могут быть фото- или видеокамеры, киносъёмочные аппараты, передающие телевизионные трубки и т. д.). Существуют и специальные приставки для объективов традиционных кино- и фотоаппаратов. Также стереопара может быть сформирована с использованием компьютерной графики из программ трёхмерного моделирования при задании двух точек наблюдения.
Стереопару для неподвижных объектов можно получать без специальных устройств, с помощью одного фотоаппарата или мобильного телефона с камерой. Для этого нужно сделать 2 кадра, сместившись на некоторое расстояние. Затем нужно оба кадра соединить на компьютере в один графический файл, так чтобы правое изображение было слева, а левое — справа. Тогда просмотр возможен без специальных очков на экране, это называется перекрёстная стереопара (см. выше). Для объектов, удалённых более чем на 400 м эффект нужно усиливать, если снимать разные фото не на расстоянии 6 см, что соответствует расстоянию между глазами, а сделать разницу больше. Тогда глубина пространства будет более ощутимой, особенно для пейзажей, они станут выглядеть как миниатюрные макеты. Для макросъёмки соответственное база должна быть тем меньше, чем объект ближе.
Существуют программы, позволяющие создавать стереопару в разных форматах и обрабатывать их. Например, StereoPhoto Maker.

## Примеры

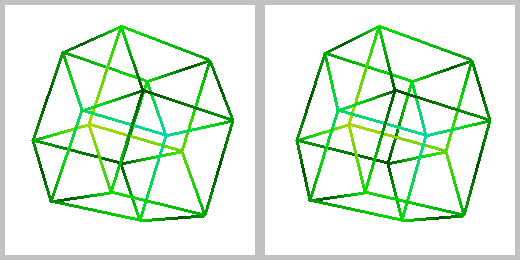
стереопара трёхмерной модели тессеракта